# قادة الاتحاد السوفيتي
خلال تاريخه الذي امتد 69 عامًا، كان لدى الاتحاد السوفيتي عادةً قائد فعلي لم يكن بالضرورة رئيس الدولة أو حتى رئيس الحكومة، بل كان يقود البلاد أثناء شغله منصبًا مثل الأمين العام للحزب الشيوعي السوفيتي. وكان منصب رئيس مجلس الوزراء يقارن بمنصب رئيس الوزراء في العالم الأول، في حين كان منصب رئيس هيئة الرئاسة يقارن بمنصب الرئيس. ووفقًا لـأيديولوجية لينين، كان رئيس الدولة السوفيتي هيئة جماعية تابعة لـحزب الطليعة (كما ورد في ما العمل؟).
بعد توطيد جوزيف ستالين سلطته في عشرينيات القرن العشرين، أصبح منصب الأمين العام لـاللجنة المركزية للحزب الشيوعي السوفيتي مرادفًا لقيادة الاتحاد السوفيتي، إذ كان المنصب يتحكم في الحزب الشيوعي السوفيتي ومن خلال عضوية الحزب أيضًا في حكومة الاتحاد السوفيتي. وغالبًا ما كان الأمين العام يشغل أيضًا مناصب عليا في الحكومة. ولأن منصب الأمين العام لم يكن لديه آلية واضحة للخلافة، كان خلف القائد السوفيتي بعد وفاته أو إقالته بحاجة إلى دعم المكتب السياسي للحزب الشيوعي السوفيتي (البوليتبورو) أو اللجنة المركزية أو جهاز حكومي أو حزبي آخر لتولي السلطة والبقاء فيها. وقد حل رئيس الاتحاد السوفيتي، وهو منصب أُنشئ في مارس 1990، محل الأمين العام كأعلى منصب سياسي سوفيتي.
وبالتزامن مع إنشاء منصب الرئيس، صوت ممثلو مؤتمر نواب الشعب في الاتحاد السوفيتي على إزالة المادة 6 من دستور الاتحاد السوفيتي التي تنص على أن الاتحاد السوفيتي كان دولة الحزب الواحد التي يهيمن عليها الحزب الشيوعي والذي كان يلعب الدور القيادي في المجتمع. وقد أضعف هذا التصويت الحزب وهيمنته على الاتحاد السوفيتي وعلى شعبه. وعند وفاة أو استقالة أو إقالة الرئيس الحالي، يتولى نائب رئيس الاتحاد السوفيتي المنصب، لكن الاتحاد السوفيتي تفكك قبل اختبار ذلك فعليًا. وبعد فشل الانقلاب في أغسطس 1991، تم استبدال منصب نائب الرئيس بعضو منتخب من مجلس الدولة في الاتحاد السوفيتي.

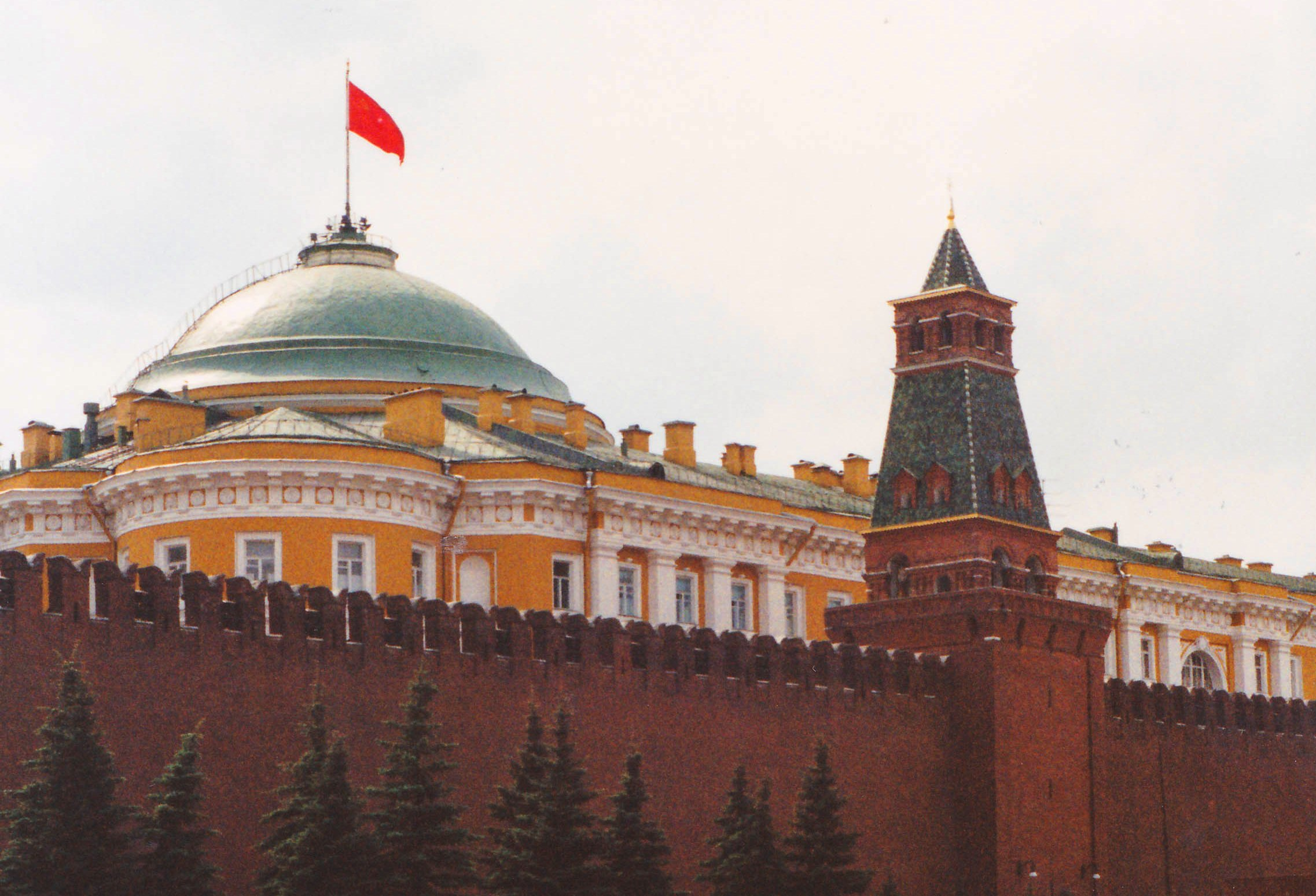
قصر مجلس الشيوخ في الكرملين — مقر قادة الاتحاد السوفيتي

فيما يلي قائمة قادة الاتحاد السوفيتي — الشخصيات الحكومية والحزبية التي ترأست اتحاد الجمهوريات السوفيتية الاشتراكية قانونيًا وفعليًا منذ تأسيسه في ديسمبر 1922 وحتى نهاية وجوده في ديسمبر 1991.
تأسس الاتحاد السوفيتي في 30 ديسمبر 1922 على أساس معاهدة بين جمهورية روسيا الاتحادية الاشتراكية السوفيتية، جمهورية أوكرانيا السوفيتية الاشتراكية، جمهورية بيلاروس السوفيتية الاشتراكية وجمهورية ما وراء القوقاز السوفيتية الاتحادية الاشتراكية. سبق قيام الدولة الجديدة ثورة أكتوبر عام 1917 والحرب الأهلية الروسية بين عامي 1918 و1922. لاحقًا انضمت جمهوريات أخرى إلى الاتحاد السوفيتي، وبحلول عام 1989 أصبح يضم 15 جمهورية اتحادية. في ديسمبر 1991 تفكك الاتحاد السوفيتي.
تتألف القائمة من قسمين. يقدم القسم الأول قائمة القادة الفعليين للاتحاد السوفيتي — الشخصيات الحكومية والحزبية التي قادت الدولة فعليًا. أما القسم الثاني فيعرض القادة الرسميين للاتحاد السوفيتي — الأشخاص الذين ترأسوا أعلى هيئات السلطة في الدولة السوفيتية. بعض القادة السوفييت شغلوا المنصبين معًا (رسميًا وفعليًا) مثل ليونيد بريجنيف، يوري أندروبوف، كونستانتين تشيرنينكو وميخائيل غورباتشوف الذين جمعوا بين القيادة الحزبية ورئاسة الدولة. يرافق كل قسم من القائمة معلومات مرجعية حول طبيعة الحكم في الاتحاد السوفيتي وهيئاته العليا وبنيتها. تسبق القائمة مقدمة تتضمن وصفًا زمنيًا لتأسيس الاتحاد وتطوره وانهياره.

## القائمة
قادة الاتحاد السوفيتي هم على التوالي:
| الاسم             | الصورة | الفترة      | نبذة عنه |
| ----------------- | ------ | ----------- | --- |
| فلاديمير لينين    |        | 1917 - 1922 | زعيم سياسي ومفكر شيوعي والمُنَظِّر الأساسي للثورة البلشفية يعتبر من أهم زعماء الحركة الشيوعية العالمية ومن أهم صناع التاريخ العالمي المعاصر وُلِد في يوم 22أبريل/نيسان 1870 في بلدة سيمبيرسك. |
| جوزيف ستالين      |        | 1922- 1953  | ولد جوزيف ستالين (واسمه الكامل جوزيف فيساريونوفيتش ستالين) يوم 18 ديسمبر/كانون الأول 1879 في مدينة «غوري» الجورجية لأب إسكافي وأم فلاّحة، بدأ نشاطه السياسي مبكراً فالتحق بحزب العمال الاشتراكي الديمقراطي الروسي عندما كان عمره حوالي عشرين سنة، لعبَ دوراً محورياً في هزيمة ألمانيا النازية.                                                                         |
| جورجي مالينكوف    |        | 1953 - 1955 | كان سياسيًا سوفييتيًا خلف جوزيف ستالين فترة وجيزة زعيمًا للاتحاد السوفيتي، لكنه وبناءً على إصرار باقي أعضاء هيئة الرئاسة، تنازل عن السيطرة على الحزب مقابل بقائه رئيسًا للوزراء وأولًا بين الأنداد داخل القيادة الجماعية للحزب. انخرط في وقت لاحق في صراع على السلطة مع نيكيتا خروتشوف توج بإقالته من رئاسة الوزراء في عام 1955، كما من رئاسة مجلس الرئاسة في عام 1957. |
| نيكيتا خروتشوف    |        | 1955 - 1964 | كان الأمين العام السابق للحزب الشيوعي السوفيتي نيكيتا خروتشوف أحد أشهر الساسة العالميين قبل أن يطيح به رفاقه عام 1964. وبالإضافة إلى دوره السياسي، فقد كان لخروتشوف بُعد إنساني صاخب بمعنى الكلمة تجسد في عدد كبير من القفشات، حكم الاتحاد السوفيتي في الفترة من ١٩٥٣ إلى ١٩٦٤.                                                                                    |
| ليونيد بريجنيف    |        | 1964 - 1982 | كان رئيس الاتحاد السوفيتي بين عامي 1964 و1982 خلفًا لنيكيتا خروتشوف، ولكن في الفترة الأولى كان يشاركه السلطة آخرون. كان الأمين العام للحزب الشيوعي السوفيتي بين عامي 1964 و1982، وكان رئيسا لمجلس السوفييت الأعلى (رئيس الدولة) مرتين، بين العامين 1960 و1964 وبين العامين 1977 و1982.                                                                             |
| يوري أندروبوف     |        | 1982 - 1984 | تولى رئاسة المخابرات السوفيتية بين العامين 1967-1982. ثم أصبح الأمين العام للحزب الشيوعي في الاتحاد السوفيتي خلفاً لبريجينيف وذلك من عام 1982 حتى وفاته عام 1984 ولم يتم تسليم المنصب من بعده لمدة 15 شهراً. |
| قسطنطين تشيرنينكو |        | 1984 - 1985 | سياسي سوفياتي، عضو ناشط في المنظمات الشيوعية بروسيا في أواخر العشرينيات من القرن العشرين. في 13 فبراير 1984 اختير رئيسا للاتحاد السوفيتي خلفاً ليوري أندروبوف، وظل بالمنصب حتى وفاته في 10 مارس 1985. |
| ميخائيل غورباتشوف |        | 1985 - 1991 | وُلد ميخائيل سيرجيفيتش أندريا غورباتشوف يوم 2 مارس/آذار 1931 في قرية بريفولنوي بمقاطعة ستافروبول جنوبي روسيا (كانت آنذاك تسمى الاتحاد السوفيتي)، لعائلة روسية أوكرانية فقيرة تعمل في الفلاحة، آخر رئيس لدولة الاتحاد السوفيتي شهد عهده تحولات كبرى في سياسة البلاد الداخلية والخارجية، ومحاولات إصلاحية أدى فشلها لتفكك الاتحاد واستقلال الجمهوريات المكونة له.    |